# 塞爾維亞義勇軍
塞爾維亞義勇軍（塞爾維亞語： / Srpska dobrovoljačka garda, SDG )，亦被称为阿尔坎之虎（或仅老虎；塞爾維亞語： / arkanovi tigrovi，或仅Тигрови/ Tigrovi）或阿尔坎之漢（塞爾維亞語： / Arkanovci ），是一支由傑利科·拉茲尼亞托維奇（阿尔坎）创立和领导的塞尔维亚志愿性准军事部队，於南斯拉夫內戰期间在克罗地亚（1991-93年）和波斯尼亚（1992-95年）作战。

## 历史和组织
贝尔格莱德红星足球會的極端球迷組織Delije Sever（北看台英雄）的約 20 名成员于 1990 年 10 月 11 日创立塞爾維亞義勇軍。義勇軍由南斯拉夫邊防軍指挥。南斯拉夫邊防軍是一支正规军队，1990 年代前半部份负责管理克罗地亚內主要由塞族人居住的领土。塞爾維亞義勇軍由犯罪团伙組成，從贝尔格莱德獲得武装。 
塞爾維亞義勇軍在克羅地亞阿爾杜特的一个前军事设施中成立总部和训练营，自 1991 年中期到 1995 年末活躍於南斯拉夫內戰，最初活躍於克罗地亚武科瓦尔地区，由塞尔维亚警察部队的预备队提供物資和装备。

## 克罗地亚战争 (1991 年) 和波斯尼亚戰爭 (1992 年)
自1991 年秋天的克罗地亚和 1992 年 4 月的波斯尼亚战争爆发後，阿尔坎和他的部队开始攻击这些国家的不同领土。在克罗地亚，老虎在东斯拉沃尼亚的不同地方作戰。
準軍事部隊應該為這些殘酷的種族清洗事件負上責任。有兩個軍事單位在波黑的種族清洗運動中扮演重要角色，分別是與佛伊斯拉夫·塞塞利有關聯的切特尼克和與傑利科·拉茲尼亞托維奇（阿尔坎）有關聯的老虎。他們早就活躍於塞爾維亞共和國……阿尔坎之虎進行的軍事訓練，據稱旨在恐嚇居住在科索沃的阿爾巴尼亞人。
 — 聯合國波斯尼亞種族清洗委員會的報告
阿尔坎指挥下的塞爾維亞義勇軍在克罗地亚东部和波黑屠杀了数百人，並在波斯尼亚东部的早期种族清洗运动中扮演著重要角色。  1995 年秋天，阿尔坎的部队在巴尼亚卢卡、桑斯基莫斯特和普里耶多尔地区作战，最後部队在那里被击溃。阿尔坎亲自领导了大部分战争行动，并以军衔、勋章和掠夺物品奖励他最有效率的軍官和士兵。塞爾維亞義勇軍于 1996 年 4 月正式解散。阿尔坎部隊內一名知名的得力助手，Nebojša Djordjević上校于 1996 年底被谋杀。另一个知名成员Milorad Ulemek 因参与 2003 年暗杀亲西方的塞尔维亚总理佐兰·金吉奇而被判 40 年有期徒刑。 

## 战争罪行指控
部隊頭號指揮官傑利科·拉茲尼亞托維奇于 1997 年被前南斯拉夫问题国际刑事法庭起诉，指控在他的指挥下，该部队违反多项危害人类罪、严重违反《日内瓦公约》和违反战争法，包括积极参与 1992 年在比耶利納和茲沃爾尼克的种族清洗。
前南斯拉夫问题国际法庭指控在傑利科·拉茲尼亞托維奇的指挥或监督下，塞爾維亞義勇軍： 
- 把約三十名非塞族男子和一名女子关押在通风不良、只有约5平方（54平方英尺）大小的鍋爐室內，剥夺他们的食物和水。
- 從桑斯基莫斯特押運十二名非塞族男子到 Trnova 村落的一個偏遠地點 ，开枪打死十一名男子，另外一名男人重伤。
- 在桑斯基莫斯特的 Sanus 酒店外的巴士上，强奸一名穆斯林妇女。
- 将来自桑斯基莫斯特、Šehovci 和 Pobrijeze 的大约 67 名非塞族男子和一名女子押運到 Sasina 村落的一個偏遠地點，开枪打死了 65 名俘虏，两名幸存者重伤。
- 强行关押大约 35 名非塞族男子在通风不良、只有约 5 平方米大小的鍋爐室內。殴打他们，剥夺他们的食物和水，导致 2 人死亡。

## 知名成员
- 傑利科·拉茲尼亞托維奇 – SDG 指挥官
- 鲍里斯拉夫·佩列维奇– 2002 年和2004年塞尔维亚总统候选人
- Milorad "Legija" Ulemek – JSO指挥官
- Zvezdan "Zmija" Jovanović

## 流行文化
- 在 2008 年的塞尔维亚电影The Tour 中，一群塞尔维亚演员在饱受战争蹂躏的波斯尼亚进行巡回演出，他们遇到了一支戴着类似于塞爾維亞義勇軍徽章的佚名准军事部队。部队指挥官（由Sergej Trifunović饰演）显然是以阿尔坎作为原型的。
- 在 2012 年的日本动漫 軍火女王 中，其中一個歹角巴尔干巨龙的指挥官Dragan Nikolaevich。他的容貌甚至他的传记都与阿尔坎的相像。
- Twice Born (2012)，改编自Margaret Mazzantini 的小说，以波斯尼亚战争为背景。
- 在法網遊龍：犯罪動機第一季第十四集「Homo Homini Lupis」中，一名疑犯被指控强奸一名年轻女孩。在审讯过程中，疑犯因背上有老虎纹身而认定其为前義勇軍成员，并试图通过指出在波斯尼亚发生的战争罪行来建立行为模式。

## 參看
- 南斯拉夫战争中的塞尔维亚
- 塞尔维亚准军事组织名单